# 18472 Hatada
18472 Hatada è un asteroide della fascia principale. Scoperto nel 1995, presenta un'orbita caratterizzata da un semiasse maggiore pari a 2,8555026 UA e da un'eccentricità di 0,2267227, inclinata di 1,50358° rispetto all'eclittica.